# Thames Gateway Bridge

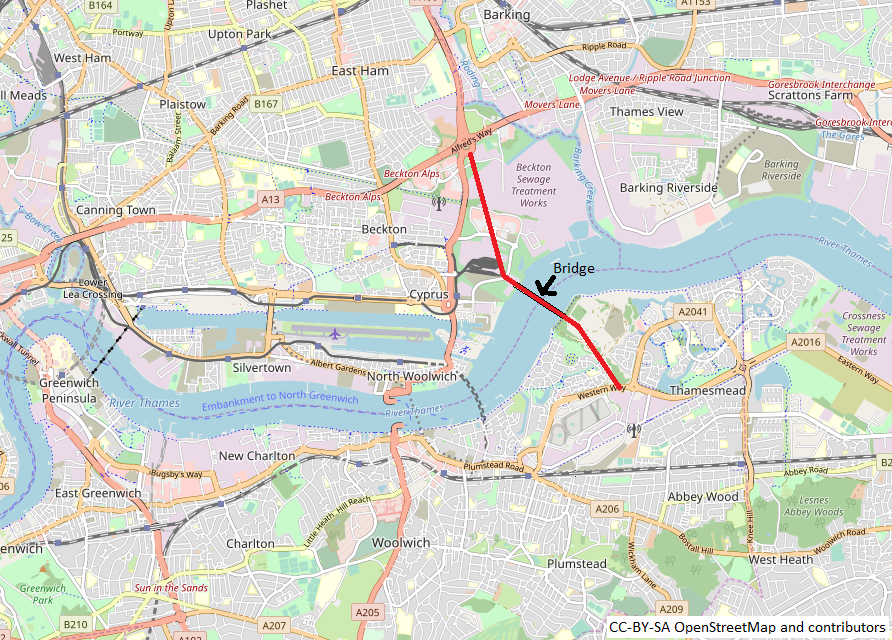
Ursprünglich vorgesehener Standort

Die Thames Gateway Bridge war eine erstmals in den 1970er-Jahren vorgeschlagene und ab den 2000er-Jahren projektierte Straßenbrücke über den Fluss Themse in London, die nie verwirklicht wurde. Sie sollte im Jahr 2013 eröffnet werden und Beckton im Stadtbezirk London Borough of Newham auf der Nordseite mit Thamesmead im Stadtbezirk Royal Borough of Greenwich auf der Südseite verbinden.

## Technische Details
Die Brücke mit einer Länge von 650 Metern sollte den Fluss in einer Höhe von 50 Metern überspannen. Dies wäre notwendig gewesen, um die Durchfahrt von Schiffen zu ermöglichen und gleichzeitig nicht die Anflugschneise des nahe gelegenen London City Airport zu blockieren. Vorgesehen waren vier Fahrspuren für den Individual- und zwei Fahrspuren für den öffentlichen Verkehr sowie ein Radweg und ein Fußgängerweg. Auch sollte es möglich sein, eine Straßenbahnlinie oder einen Abzweig der Docklands Light Railway über die Brücke zu führen. 
Die Baukosten wurden auf 435 Millionen Pfund geschätzt. Das Gesuch um Baugenehmigung wurde 2004 eingereicht, eine Entscheidung hätte im Frühjahr 2007 fallen sollen. Das Verkehrsministerium verweigerte jedoch die Zustimmung, da viele Einsprachen noch nicht behandelt werden konnten.

## Planungsstopp
Am 6. November 2008 stoppte Oberbürgermeister Boris Johnson die Planungen. Die Gründe für die Aufgabe des Projektes waren der Widerstand der örtlichen Bevölkerung gegen das Projekt, Unklarheit ob das Projekt überhaupt finanziert werden kann, aus der Trassenplanung resultierende Nachteile für die Verkehrsströme und die Sorge, ob dieses Projekt einer Umweltverträglichkeitsprüfung standhalten würde.
Weiterhin wurde auch von unabhängigen Quellen bestätigt, dass keine weitere Trassenuntersuchungen mehr durchgeführt werden.